# 趙垍
肃王趙垍（1208年—1208年5月30日），宋朝宗室。
宋朝第十三代（南宋第四任）皇帝宋宁宗赵扩的八子，生母不详，嘉定元年（1208年）春出生。闰四月十四癸未薨逝。追封肃王，谥号冲靖。宋宁宗有九子（长子未命名），但都不满周岁夭折，并且从未有二子同时在世的情况。宋宁宗自趙垍死后，其祖父宋孝宗子孙绝嗣，遂先后选定赵询（景献太子）、赵竑（镇王）、赵昀（宋理宗）三个远支宗室作为继承人。